# Effectif actuel des Devils du New Jersey
| No    | Nom                 | Nat. | Position      | Arrivée                       | Salaire        |
| ----- | ------------------- | ---- | ------------- | ----------------------------- | -------------- |
| +029, | Mackenzie Blackwood |      | Gardien       | 2015 - Repêchage              | +02 800 000, $ |
| +040, | Akira Schmid        |      | Gardien       | 2018 - Repêchage              | +00850 833, $  |
| +041, | Vítek Vaněček       |      | Gardien       | 2022 - Capitals de Washington | +03 400 000, $ |
| +045, | Jonathan Bernier    |      | Gardien       | 2021 - Agent libre            | +04 125 000, $ |
| +002, | Brendan Smith       |      | Défenseur     | 2022 - Agent libre            | +01 100 000, $ |
| +006, | John Marino         |      | Défenseur     | 2022 - Penguins de Pittsburgh | +04 400 000, $ |
| +007, | Dougie Hamilton     |      | Défenseur     | 2021 - Agent libre            | +09 000 000, $ |
| +028, | Damon Severson      |      | Défenseur     | 2012 - Repêchage              | +04 166 666, $ |
| +033, | Ryan Graves         |      | Défenseur     | 2021 - Avalanche du Colorado  | +03 166 667, $ |
| +071, | Jonas Siegenthaler  |      | Défenseur     | 2021 - Capitals de Washington | +01 125 000, $ |
| +088, | Kevin Bahl          |      | Défenseur     | 2019 - Coyotes de l'Arizona   | +00795 000, $  |
| +010, | Alexander Holtz     |      | Ailier droit  | 2020 - Repêchage              | +00894 167, $  |
| +013, | Nico Hischier – C   |      | Centre        | 2017 - Repêchage              | +07 250 000, $ |
| +014, | Nathan Bastian      |      | Ailier droit  | 2021 - Ballottage             | +00825 000, $  |
| +017, | Yegor Sharangovich  |      | Centre        | 2018 - Repêchage              | +02 000 000, $ |
| +018, | Ondřej Palát – A    |      | Ailier gauche | 2022 - Agent libre            | +06 000 000, $ |
| +020, | Michael McLeod      |      | Centre        | 2016 - Repêchage              | +00975 000, $  |
| +044, | Miles Wood          |      | Ailier gauche | 2013 - Repêchage              | +03 200 000, $ |
| +049, | Fabian Zetterlund   |      | Ailier gauche | 2017 - Repêchage              | +00750 000, $  |
| +056, | Erik Haula          |      | Ailier gauche | 2022 - Bruins de Boston       | +02 375 000, $ |
| +063, | Jesper Bratt        |      | Ailier gauche | 2016 - Repêchage              | +05 450 000, $ |
| +070, | Jesper Boqvist      |      | Centre        | 2017 - Repêchage              | +00874 125, $  |
| +086, | Jack Hughes – A     |      | Centre        | 2019 - Repêchage              | +08 000 000, $ |
| +090, | Tomáš Tatar         |      | Ailier gauche | 2021 - Agent libre            | +04 500 000, $ |
| +091, | Dawson Mercer       |      | Centre        | 2021 - Repêchage              | +00894 167, $  |

1. ↑  Effectif des Devils du New Jersey sur devils.nhl.com
2. ↑  (en) « New Jersey Devils Salary Cap », sur www.spotrac.com (consulté le 9 décembre 2016).
3. ↑  (en) « Effectif actuel des Devils du New Jersey », sur Eliteprospects.com
4. ↑  (en) « New Jersey Devils », sur www.capfriendly.com (consulté le 21 avril 2022).